# Agence nationale de surveillance des systèmes financiers décentralisés (Bénin)
L' Agence Nationale de Surveillance des Systèmes Financiers Décentralisés en abrégé ANSSFD est un organisme sous tutelle du Ministère de l'Économie et des Finances. À sa tête se trouve Auguste Richard Philippe DAHOUI qui nommé Directeur général en Conseil des Ministres du 31 juillet 2024 au Bénin par le Gouvernement du Président Patrice A. G. TALON.

## Tutelle de l'ANSSFD
Conformément au Décret N° 2021 -670 du 22 Décembre 2O21 portant approbation des statuts de l’Agence nationale de Surveillance des Systèmes financiers décentralisés, l’ANSSFD de A. R. Philippe DAHOUI est placée sous la Tutelle du Ministre de l'Economie et des Finances du Bénin. Elle est administrée par un Conseil d'Administration dont le Président est le Directeur du cabinet du Ministre.

## Missions et attributions

### Mission
L'ANSSFD a pour rôle principal d'assurer la prévention, la supervision et la protection du secteur de la finance décentralisée au Bénin,,,,,.

### Attributions
Dans le cadre de ses responsabilités, l'ANSSFD est chargée de ,,,,,,,:
- de veiller à l’application de la règlementation des Systèmes Financiers Décentralisés ;
- d’instruire les dossiers de demande d’autorisation d’exercice des activités de microfinance et les soumettre à l’appréciation du ministre ;
- d’assurer l’assainissement du secteur de la microfinance et la vulgarisation des textes réglementaires qui le régissent ;
- de contribuer à l’élaboration et à l’amélioration du cadre juridique, comptable et financier applicable aux systèmes financiers décentralisés ;
- de proposer au ministre chargé des Finances, toutes mesures appropriées à l’encontre de tout système financier décentralisé, tout dirigeant de système financier décentralisé et toute autre personne qui violerait la règlementation des systèmes financiers décentralisés en vigueur;
- d’assurer le contrôle sur pièces et sur place des systèmes financiers décentralisés;
- d’assurer la mise à jour des bases de données statistiques, à travers la collecte, le traitement et la diffusion des informations statistiques concernant les systèmes financiers décentralisés ;
- de réaliser et au besoin, en collaboration avec le ministère chargé de la promotion du secteur de la microfinance, des études sur la finance décentralisée;
- de contribuer à l’élaboration ainsi qu’à la mise en œuvre des stratégies nationales sur le secteur de la finance décentralisée ;
- de veiller à la protection des dépôts collectés par les systèmes financiers décentralisés;
- de contribuer à la mise en œuvre du dispositif de lutte contre le blanchiment de capitaux et le financement du terrorisme au sein des systèmes financiers décentralisés, par l’échange d’informations opérationnelles avec Ia Cellule nationale de traitement des informations financières ;
- d’exercer et coordonner la fonction de veille permanente sur l’ensemble du secteur de la finance décentralisée.

## Organisation et fonctionnement
Les structures de l'ANSSFD se composent de:
- Le Conseil d'Administration composé de cinq (05) membres, à savoir :

1. M. Orou Hermann TAKOU, Président : représentant du Ministre de l'Economie et des Finances ;
2. le Vice-président : le conseiller technique aux Finances du ministre chargé des Finances ;
3. les Membres : un représentant de la Présidence de la République, un représentant du Ministère des Affaires sociales et de la Microfinance (MASM) et un représentant du Directeur National de la BCEAO.

- Le Comité de Direction composé de la manière suivante :

1. le Directeur Général, qui assume la présidence ;
2. les Conseillers du Directeur Général ;
3. les Directeurs Techniques de l'ANSSFD ;
4. le Chef de la Cellule Informatique.

- La Direction Générale est organisée en cinq (5) directions techniques distinctes, qui sont les suivantes :

1. La Direction de l'Agrément et de la Réglementation (DAR);
2. La Direction de l'Inspection, des Vérifications et des Suivis (DIVS);
3. La Direction de l'Administration et des Finances (DAF);
4. La Direction des Études, Statistique et Suivi-évaluation (DES).
5. La Personne Responsable des Marchés Publiques (PRMP);
6. La Cellule Informatique (CI);
7. L'Unité d'Assainissement (UA);
8. L'Audit Interne (AI);
9. Le Responsable des Risques et Conformités (RRC).

Chacune de ces directions techniques est placée sous la responsabilité d'un Directeur sauf la Cellule Informatique (CI) et l'Unité d'Assainissement (UA) qui sont  gérées respectivement par le Chef service et un coordonnateur.

## Siège
L'ANSSFD se trouve à Cotonou plus précisément dans l'Immeuble HINNOUHO au quartier AWHANLEKO , Tel: 01 69 52 00 00     url www.anssfd.bj